# Holotrichia wangerbaoensis
Holotrichia wangerbaoensis är en skalbaggsart som beskrevs av Zhang och Li 1997. Holotrichia wangerbaoensis ingår i släktet Holotrichia och familjen Melolonthidae. Inga underarter finns listade i Catalogue of Life.